# Gustave Libeau
Gustave Nicolas Libion dit Gustave Libeau, né le 8 novembre 1877 à Schaerbeek et mort le 15 janvier 1957 à Bruxelles, est un acteur de théâtre et de cinéma belge.

## Biographie
En 1915, Gustave et Valentine Libeau forment le Théâtre belge du Front, aussi appelé Troupe Libeau qui participe au Théâtre de l’Armée, composé uniquement de soldats,.
Au théâtre, il joua notamment dans Le Mariage de mademoiselle Beulemans, dans Bossemans et Coppenolle et dans Erzats et Kommandantur. Au cinéma, il fut la vedette de quelques films typiquement bruxellois de Gaston Schoukens. Par exemple dans En avant la musique (1935), une histoire de fanfare et de Garde civique dans les décors du quartier de Bruxelles reconstitué qui s'appelait en 1935 Le Vieux Bruxelles, reconstruit en 1958 pour l'Exposition universelle de 1958 sous le nom La Belgique Joyeuse.
Son accent brusseleer fait que la participation de Gustave Libeau fut régulièrement sollicitée dans des films français lorsque les réalisateurs avaient besoin d'un acteur avec un accent belge. On le retrouve ainsi en 1939 dans Ils étaient neuf célibataires de Sacha Guitry, dans le rôle de Monsieur Kaequemops.
Il meurt le 15 janvier 1957 à Bruxelles.

## Filmographie
- 1912 : Zonneslag & Cie de Isidore Moray[3]
- 1912 : La Famille Van Petegem à la mer de Isidore Moray
- 1920 : 500.000 Francs de Georges Ketterer et Marcel Ketterer
- 1921 : Ce que femme veut de Isidore Moray et Fernand Wicheler : Moreau
- 1923 : Les Nouveaux riches de Og Calster
- 1927 : Le Mariage de Mademoiselle Beulemans de Julien Duvivier : M. Beulemans
- 1929 : Carillons et dentelles, chansons de rivières de Pierre du Cuvier : Pierre Brabant
- 1933 : Direct au cœur de Roger Lion et Alexandre Arnaudy : Golding
- 1933 : Le Coucher de la mariée de Roger Lion
- 1935 : En avant la musique de Gaston Schoukens : Louis Bollinckx
- 1936 : Avec le sourire de Maurice Tourneur
- 1936 : C'était le bon temps de Gaston Schoukens : Jean-Baptiste Appelmans
- 1938 : Mon père et mon papa de Gaston Schoukens : Papa Vandervrook
- 1939 : Bossemans et Coppenolle de Gaston Schoukens : Bossemans
- 1939 : Gardons notre sourire de Gaston Schoukens : Lafontaine
- 1939 : Ils étaient neuf célibataires de Sacha Guitry : M. Kaequemops
- 1950 : Le Gang des tractions-arrière de Jean Loubignac : L'agent de change bruxellois